# Функція Гевісайда

Функція Гевісайда з H(0) = ½

Функція Гевісайда, H,  — це розривна функція дійсної змінної значення якої рівне 0 для від'ємних значень аргумента і рівне 1 для додатних значень аргумента.
В більшості випадків значення функції в точці нуль H(0) не є важливим.
Функція названа на честь англійського математика Олівера Гевісайда і широко використовується в теорії керування і обробці сигналів.
В теорії ймовірності функція Гевісайда з 'H(0)=1 є функцією розподілу випадкової змінної, що майже напевно рівна нулю.
Функція Гевісайда є первісною дельта-функції Дірака і можна записати:
{\displaystyle H(x)=\int _{-\infty }^{x}{\delta (t)}\mathrm {d} t}
В даній рівності зміст інтегрального виразу залежить від концепції узагальнених функцій, що використовується і рівність може не справджуватися в нулі.

## Дискретна форма
Функцію Гевісайда можна також визначити і для дискретного аргументу n:
{\displaystyle H[n]={\begin{cases}0,&n<0\\1,&n\geq 0\end{cases}}}
де n  — ціле число.
Дискретний одиничний імпульс тоді є першою різницею дискретної функції Гевісайда:
{\displaystyle \delta \left[n\right]=H[n]-H[n-1].}
і виконується рівність:
{\displaystyle H[n]=\sum _{k=-\infty }^{n}\delta [k]\,}

## Аналітичні апроксимації
Для наближення функції Гевісайда гладкими функціями можна використати логістичні функції:
{\displaystyle H(x)\approx {\frac {1}{2}}+{\frac {1}{2}}\tanh(kx)={\frac {1}{1+\mathrm {e} ^{-2kx}}}},
Якщо прийняти H(0) = ½, виконується рівність:
{\displaystyle H(x)=\lim _{k\rightarrow \infty }{\frac {1}{2}}(1+\tanh kx)=\lim _{k\rightarrow \infty }{\frac {1}{1+\mathrm {e} ^{-2kx}}}.}
Існують і інші наближення, зокрема:
{\displaystyle H(x)=\lim _{k\rightarrow \infty }{\frac {1}{2}}+{\frac {1}{\pi }}\arctan(kx)\ }
{\displaystyle H(x)=\lim _{k\rightarrow \infty }{\frac {1}{2}}+{\frac {1}{2}}\operatorname {erf} (kx).\ }

## Інтегральне представлення
Функція Гевісайда може бути подана за допомогою наступного інтегрального представлення:
{\displaystyle H(x)=\lim _{\epsilon \to 0^{+}}-{1 \over 2\pi \mathrm {i} }\int _{-\infty }^{\infty }{1 \over \tau +\mathrm {i} \epsilon }\mathrm {e} ^{-\mathrm {i} x\tau }\mathrm {d} \tau =\lim _{\epsilon \to 0^{+}}{1 \over 2\pi \mathrm {i} }\int _{-\infty }^{\infty }{1 \over \tau -\mathrm {i} \epsilon }\mathrm {e} ^{\mathrm {i} x\tau }\mathrm {d} \tau .}

## H(0)
Серед найпоширеніших значень функції в нулі використовуються H(0) = 0, H(0) = ½ або H(0) = 1. H(0) = ½ є одним з найпоширеніших варіантів оскільки тоді виконується:
{\displaystyle H(x)={\frac {1+\operatorname {sgn}(x)}{2}}={\begin{cases}0,&x<0\\{\frac {1}{2}},&x=0\\1,&x>0.\end{cases}}}
Іноді також використовується загальний запис:
{\displaystyle H_{a}(x)={\begin{cases}0,&x<0\\a,&x=0\\1,&x>0.\end{cases}}}

## Первісна і похідна
Первісною функцією для функції Гевісайда є: {\displaystyle R(x):=\int _{-\infty }^{x}H(\xi )\mathrm {d} \xi =xH(x).} (ReLU)
де за визначенням:
{\displaystyle R(x):={\begin{cases}x,&x\geq 0;\\0,&x<0\end{cases}}}
Похідною функції Гевісайда є дельта-функція Дірака:
{\displaystyle dH(x)/dx=\delta (x).}

## Історія
Ця функція використовувалася ще до появи її зручного позначення. Наприклад Гульєльмо Лібрі в 1830-х роках опублікував декілька робіт присвячених функції {\displaystyle 0^{0^{x}}}. На його думку,  {\displaystyle 0^{x}} дорівнює 0, якщо {\displaystyle x>0}; 1, якщо {\displaystyle x=0} (див. Нуль в нульовому степені); або {\displaystyle \infty }, якщо {\displaystyle x<0}. Таким чином Лібрі робить висновок, що {\displaystyle 0^{0^{x}}} дорівнює 1, якщо {\displaystyle x>0}, і 0 в іншому випадку. Користуючись нотацією Айверсона це можна було б записати, як 
{\displaystyle 0^{0^{x}}=[\,x>0\,].}
Однак такої нотації в той час не було, і Лібрі вважав досягненням, що цю функцію можна виразити через стандартні математичні операції. 
Він використовував цю функцію, для вираження абсолютної величини (позначення {\displaystyle |x|} тоді ще не було, воно було введене пізніше Вейєрштрассом) і індикатора таких умов як
{\displaystyle a\leq x\leq b}, і навіть «{\displaystyle x} є дільником {\displaystyle y}».